# Johann Schröder
Pour les articles homonymes, voir Schröder.
Johann Schröder (1600, Bad Salzuflen - 1664, Francfort-sur-le-Main) est un médecin et pharmacologue allemand. Il a publié de nombreux ouvrages sur la pharmacopée de son époque.

## Biographie
Johann Schröder voit le jour à Salzuflen en Rhénanie-du-Nord-Westphalie. En 1618, il fait ses humanités à Helmstedt en Basse-Saxe. Schröder poursuit ses études à l'Université de Rostock, où il se forme en médecine. En 1624, il se perfectionne à l'Université de Copenhague. Il entre ensuite au service du comte suédois Gustaf Horn. En 1630, il termine ses études de médecine à l'Université de Leyde aux Pays-Bas. Puis il retourne au service de Gustaf Horn, qui guerroie dans l'empire, notamment en Alsace. Après la Bataille de Nördlingen (1634), Schröder se trouve sans ressources. 
Schröder s'installe alors à Francfort-sur-le-Main, comme médecin de ville. En 1641, il publie Pharmacopoeia medico-chymica sive thesaurus pharmacologicus, un ouvrage de référence sur la pharmacopée de cette époque. En 1649, dans un second ouvrage, il est le premier à décrire l'arsenic comme un élément. Sous son nom latinisé, Ioannes Scroderus, il publie alors deux méthodes pour sa préparation. Ses ouvrages connurent par la suite de nombreuses rééditions. Homme de progrès, il sera en relation avec de nombreux scientifiques de son époque, Jakob Israel, Joel Langelott (1617-1680), Johann Christoph Eisenmenger (1592-1663) ou encore Samuel Duclos.
Johann Schröder décéda en 1664 à Francfort-sur-le-Main.

## Publications
- Pharmacopoeia medico-chymica sive thesaurus pharmacologicus : quo composita quaeque celebriora, hinc mineralia, vegetabilia & animalia chymico-medice describuntur, atque insuper principia physicae hermetico-hippocraticae candide exhibentur ; opus, non minus utile physicis quam medicis.  Gerlin, Ulmae 1644 (en ligne)
- Pharmacopoeia medico-chymica sive thesaurus pharmacologicus : quo composita quaeque celebriora, hinc mineralia, vegetabilia & animalia chymico-medice describuntur, atque insuper principia physicae hermetico-hippocraticae candide exhibentur ; opus, editione tertia, plurimis in locis auctum ac emendatum. Gerlin, Ulmae 1649. (en ligne)
- Iohannis Schröderi pharmacopoeia medico-chymica sive thesaurus pharmacologicus. - De novo ab authore diligenter recognita. Rigaud, Lugduni 1649 (en ligne)
- Iohannis Schröderi pharmacopoeia medico-chymica sive thesaurus pharmacologicus : quo composita quaeque celebriora, hinc mineralia, vegetabilia & animalia chymico-medice describuntur, atque insuper principia physicae hermetico-hippocraticae candide exhibentur. - Opus, editione quarta, plurimis in locis auctum ac emendatum. Rigaud, Lugduni 1656 (en ligne)
- Ioannis Schröderi pharmacopoeia medico-chymica sive thesaurus pharmacologicus : quo composita quaeque celebriora, hinc mineralia, vegetabilia & animalia chymico-medice describuntur, atque insuper principia physicae hermetico-hippocraticae candide exhibentur ; opus non minus utile physicis quam medicis. Borde, Arnaud & Barbier, Lugduni 1665 (en ligne
- Pharmacopoeia medico-chymica sive thesaurus pharmacologicus) : quo composita quaeque celebriora, hinc mineralia, vegetabilia, & animalia, chymico-medice describuntur, atque insuper principia physicae hermetico-hippocraticae candide exhibentur. - Hac septima emendatum, omissis locupletatum, notisque auctum / a Joanne Ludovico Witzelio. Görlin, Francofurti 1677 (en ligne )
- La pharmacopée raisonnée de Schroder. 2 Bände, Lyon 1689. (en ligne)
- D. Johann Schröders vollständige und nutz-reiche Apotheke/ Oder: Trefflich versehener Medicin-Chymischer höchstkostbarer Artzney-Schatz : Nebst D. Friedrich Hoffmanns darüber verfasseten herrlichen Anmerckungen ; in fünff Bücher eingetheilt .... Nun aber bey dieser Zweyten Edition Um ein merckliches vermehret und verbessert. Hoffmann & Streck, Franckfurt [u.a.] 1709 (en ligne )
- Johann Schröders vollständige und nutzreiche Apotheke oder trefflich versehener medicin-chymischer höchst-kostbarer Artzney-Schatz : nebst Friedrich Hoffmanns darüber verfasseten herrlichen Anmerckungen ; in fünff Bücher eingetheilt . Hoffmann, Franckfurt Nun aber bey dieser dritten Edition um ein merckliches vermehret, verbessert 1718 (en ligne)
- Johann Schröders Pharmacopoeia universalis, das ist: allgemeiner medicinisch-chimischer Artzney-Schatz : nebst Friedrich Hoffmanns darüber verfassten herrlichen Anmerckungen ; in 6 Büchern, welche eine Einleitung zur Chimie, ein allgemeines Dispensatorium und ein vollständiges Berg-Kräuter- und Thier-Buch oder Materialien-Lexicon enthalten ; nebst einem allgemeinen Apothecker-Tax. Stein & Raspe,  Nürnberg 1746 (en ligne)